# Annica Hällzon
Elisabet Annica Katarina Hällzon, ogift Litzell, född 20 mars 1948 i Västerås församling, Västmanlands län, är en svensk översättare. Hon har gjort ett stort antal arbeten åt Evangeliipress och Marcus förlag, bland annat har hon översatt Min första bibel (1996). Hon är också kurator vid barn- och ungdomshabiliteringen i Örebro.
Annica Hällzon är sedan 1974 gift med Hemmets väns chefredaktör Åke Hällzon (född 1944) och mor till förlagschefen i Marcus förlag Marcus H Pollack (född 1977).